# 큰흰코원숭이
큰흰코원숭이(Cercopithecus nictitans)는 구세계원숭이 중 가장 작은 원숭이의 하나이다. 푸른원숭이(C. mitis)군에 속하는 게논 원숭이의 일종으로, 서아프리카가 원산지이며, 일부는 우림에 살지만 우림과 사바나 사이의 천이 지대에서도 종종 발견된다. 주로 나무 위에서 생활하는 수목형 동물이며, 종종 다른 종들과 함께 지낸다.(Eckhardt & Zuberbühler, 2004). 이 원숭이의 속칭은 눈에 띄는 흰코에서 유래한 것이다.
큰흰코원숭이는 한 마리의 수컷과 여러 마리의 암컷, 그리고 이들의 새끼들로 집단을 성형하여 군집 생활을 한다.(Arnold & Zubermühler, 2006). 최근에 이들의 행동에 관한 연구가 일부 있었으며, 이들 종의 대부분은 청각을 통해 집중적으로 의사소통을 한다. 수컷은 3종류의 소리 신호를 사용하며, 이를 "붐"(booms), "포우"(pyows) "핵"(hacks) 이라고 한다. 경고 소리를 포함하여 다양한 의미를 담아서 이를 사용하고 있다.
일부의 다른 원숭이들에서 처럼, 큰흰코원숭이 경고 소리의 음향적 구조도 어떤 종류의 맹수가 나타났는지에 따라서 다른 것인지에 대하여 논란이 있다(Arnold & Zubermühler, 2006). 또한 이 원숭이들은 일정한 순서로 다른 소리들을 연결한다는 주장도 있으며, 이는 그 만들어진 소리는 완전히 다른 의미를 가진다는 것이다(Arnold and Zubermühler, 2008). 예를 들어, 소리 "포우"(pyow)는 표범과 같은 동물이 다가오고 있음을 의미하며, "핵"(hack)은 독수리처럼 일종의 나는 동물이 근처를 날고 있음을 의미한다. 하지만 "포우포우핵핵핵핵"(pyow pyow hack hack hack hack)처럼 그 두 소리를 함께 연결하면, '여기를 떠나 다른 곳으로 이동하자'처럼, 완전히 다른 의미를 지닌다.

## 참고 문헌
- Arnold, K., & Zuberbühler, K. (2006). The alarm-calling system of adult male putty-nosed monkeys, Cercopithecus nictitans martini. Animal Behaviour, 72, 643-653. doi:10.1016/j.anbehav.2005.11.017
- Arnold, K., & Zuberbühler, K. (2008). Meaningful call combinations in a non-human primate. Current Biology, 18, R202-R203. doi:10.1016/j.cub.2008.01.040
- Eckardt, W., and Zuberbühler, K. (2004). Cooperation and competition in two forest monkeys. Behavioural Ecology, 15, 400-411. doi:10.1093/beheco/arh032